# Försvarsbeslutet 1982
Försvarsbeslutet 1982 (FB 82) var ett försvarsbeslut (regeringens proposition 1981/82:102 och 1983/84:112) som fattades av Sveriges riksdag den 4 juni 1982 och kom i huvudsak att gälla för Försvarsmakten fem år framåt.

## Bakgrund
Beslutet medförde att försvarsmakten stod inför ett besparingsmål på ca 10 miljarder för perioden 1982–1992. Med det skulle den total personalen minskas med 5 800 personer från de då ca 45 000 anställda, besparingarna kom att gå ut över de förband där värnpliktiga utbildades. Innan beslutet hade försvarsmakten redan under 1970-talet gjort en personalbesparing på 6 000 officerare och civilanställda. Regeringen och riksdagens mål med besparingen var att ge försvaret en mer balanserad utveckling genom ökad materialanskaffning.
Försvarskommittén hade arbetat med beslutet sedan 1978 och inför beslutet föreslogs tre stycken brigadproducerande regementen och ett kustartilleriregemente för avveckling, Livregementets grenadjärer (I 3), Norra Smålands regemente (I 12),  Dalregementet (I 13) och Härnösands kustartilleriregemente (KA 5). Dessa kom dock att räddas genom att dåvarande mittenregeringen (Regeringen Fälldin III) tog hänsyn till protesterna från de drabbade kommunerna och kom istället föreslå andra förband för avvecklingar inom försvaret.
En ort som kom att drabbas extra hårt var Karlstad. Staden hade fått många nya jobb inom försvaret i samband med utflyttning av statliga verk från Stockholm under 1970-talet. Ett större kvarter, Karolinen, byggdes i Karlstad för att hysa de anställda. Men med försvarsbeslutet 1982 började nedtrappningen när sammanlagt 1.500 jobb i försvarets civilförvaltningar (FMV, FortF, FRI och Pliktverket) i Karlstad lades ner (from 2005 har Försvarsmakten lämnat både Karolinen och Karlstad i sin helhet).
I samband med försvarsbeslutet skulle det även beslutas om ett nytt stridsflygplan som till 2000-talet skulle ersätta Saab 37 Viggen. FMV fick i uppdrag av regering att studera tre amerikanska alternativ.
- F-16, vilket var ett standard jaktflygplan inom Nato.
- F/A-18A/B, ett tyngre och tvåmotorigt attackflygplan.
- F-5G, ett lågpris-jaktflygplan för export riktad mot USA:s allierade flygvapen.

Vid sidan om FMV:s uppdrag hade Industrigruppen JAS bildats av Saab, Volvo Flygmotor, LM Ericsson, SRA Communications och Förenade Fabriksverken, för att förbereda en offert på JAS-projektet, en offert som till en början sattes på 24,9 miljarder kronor, men som till våren 1982 stigit till 25,7 miljarder kronor.
I försvarsbeslutet kom riksdagen med rösterna 172 röster mot 167 att besluta om att ersätta Viggen med det svenska alternativet. Benämning till systemet kom att bli JAS 39 Gripen, ett kombinerat jakt-, attack- och spaningsplan, ett så kallat enhetsflygplan.
| Verksamhetsår | Procent av BNP |
| ------------- | -------------- |
| 1982/83       | 2,8            |
| 1983/84       | 2,7            |
| 1984/85       | 2,7            |
| 1985/86       | 2,6            |
| 1986/87       | 2,6            |

## Armén
Inom Armén kom nedan förändringar att göras under försvarsbeslutsperioden 1982–1988.
- Gula brigaden (IB 1) avvecklas 1985 vid Svea livgarde (I 1).
- Livgardets dragoner (K 1) införlivades senast 1985 i Svea livgarde (I 1). Den beridna högvakten behålls men samordnas med Stockholmpolisens ridenhet.
- Stockholms försvarsområdesstab (Fo 44) vid Livgardets dragoner (K 1) övergår till Svea livgarde (I 1).
- Livregementets grenadjärer (I 3) avvecklas senast 1985. Beslutet senare ändrat genom ett ekonomiskt åtgärdspaket för Bergslagsregionen.
- Livregementets husarer (K 3) omlokaliseras 1984 från Skövde garnison till Karlsborgs garnison.
- Göta trängregemente (T 2) omlokaliseras 1984 inom Skövde garnison, och övertar Livregementets husarers kasernområde.
- Göta signalregemente (S 2) i Karlsborg införlivas 1984 som en utbildningsbataljon i Livregementets husarer (K 3).
- Skånska trängregementet (T 4) samlokaliseras 1986 med Skånska dragonregementet (P 2) i Hässleholms garnison.
- Smålands artilleriregemente (A 6) avvecklas senast 1985.
- Artilleriets officershögskola (ArtOHS) omlokaliseras senast 1985 till Kristinehamns garnison.
- Svea trängregemente (T 1) avvecklas senast 1987 (Detta beslut kom att ändras genom att Svea trängkår (T 1) införlivades 1985 som Svea trängbataljon inom Livgrenadjärregementet (I 4).
- Trängtruppernas officershögskola (TrängOHS) i Linköpings garnison omlokaliseras 1984 till Skövde garnison och uppgår i Arméns underhållsskola.
- Gotlands artilleriregemente (A 7) och Gotlands luftvärnsbataljon (Lv 2) uppgår tillsammans med Gotlands regemente (P 18) inom Gotlands militärkommando. Samtidigt beslutas att Gotlands artilleriregemente (A 7) och Gotlands luftvärnskår (Lv 2) ska samlokaliseras med Gotlands regemente (P 18).

## Flygvapnet
Genom att flygvapnet tillfördes Saab 37 Viggen fick det som resultat att flottiljerna i det närmaste halverades i antalet. I försvarsbeslutet 1982 beslutades att all kvarvarande verksamhet vid tre stycken flottiljer skulle avvecklas då det visade sig att flygvapnet bedrev verksamhet vid flottiljer som antagits varit avvecklade sen tidigare försvarsbeslut.
Bråvalla flygflottilj (F 13) hade en basering vid före detta Östgöta flygflottilj (F 3) i Malmslätt dit även Östgöta arméflygbataljon (AF 2) 1985 kom att lokaliseras, genom att Arméflygskolan (ArméflygS) i Nyköping avvecklades och omlokaliseras till Malmens flygplats. Den så kallade "Huvudstadsjakten" (12. jaktflygdivisionen) förlagd vid Flygvapnets Södertörnsskolor (F 18), hade endast organisatoriskt överförts från Västmanlands flygflottilj (F 1) till Upplands flygflottilj (F 16), men förblev baserad i Tullinge. Jaktdivisionen avvecklades helt, dock kom beslutet genom budgetförslaget för budgetåret 1983/1984. Vid före detta Kalmar flygflottilj (F 12) var Flygvapnets väderskola lokaliserade som ett detachement till Blekinge flygflottilj (F 17), men kom att omlokaliseras till Krigsflygskolan (F 5). Transportflyget som TP84 Herkules kom helt att helt koncentreras till Skaraborgs flygflottilj (F 7). 
| Flygplan                                                                  | ant. div | År        |
| ------------------------------------------------------------------------- | -------- | --------- |
| JA 37 Viggen                                                              | 2 8      | 1982 1992 |
| AJ 37 Viggen                                                              | 5.5 4.5  | 1982 1992 |
| SF 37 Viggen / SH 37 Viggen                                               | 6        | 1982 1992 |
| JAS 39 Gripen                                                             | 1        | 1992      |
| Notering: Försvarsbeslutets påverkan i förändringen av antalet divisioner |          |           |

Förutom det lätta attackplanet SK 60 (som även var skolflygplan) blev flygvapnet tillförda 5.5 attackflygdivisioner av AJ 37 Viggen och tre spaningsflygdivisioner vardera av SF 37 Viggen och SH 37 Viggen med 18 flygplan i varje division. År 1981 kom leveranserna av åtta jaktflygdivisioner med JA 37 Viggen. Genom att JAS 39 Gripen skulle tillföras flygvapnet under 1990-talet, bibehölls fyra jaktflygdivisioner med utrustade med J 35 Draken.
Förändringar inom Flygvapnet under försvarsbeslutesperioden
- Västmanlands flygflottilj (F 1) avvecklas 1983 (beslut dock redan taget 1978 i proposition 1978/79:96).
- Flygvapnets Södertörnsskolor (F 18), avvecklas 1986.
- Flygvapnets detachementet i Kalmar avvecklas, och Flygvapnets väderskola omlokaliseras till F 5 i Ljungbyhed.
- Flygvapnets detachementet på Malmen reduceras 1983. Målflygdivisionen blir kvar. Flygvapnets flygbefälsskola omlokaliseras till Uppsala. Transportdivisionen överförs till F 7 i Såtenäs.
- Flygvapnets detachementet i Nyköping avvecklas.

## Marinen
I Karlskrona garnison föreslog regeringen i sin proposition att tre stora anläggningar skulle lämnas, kasernetablissementet Sparre skulle avvecklas senast 1985, Gräsvik skulle avvecklas senast den 1 oktober 1982 och Blå port avsågs avvecklas senast den 30 juni 1987. Den kvarvarande verksamheten skulle koncentreras till Rosenholm samt Bataljon af Trolle. Gällande Rosenholm så beslutades att Karlskrona kustartilleriregemente tillsammans med Blekinge kustartilleriförsvar med Karlskrona försvarsområde (BK/Fo 15) förläggas till kasernetablissementet Rosenholm. Därmed skulle en sammanhängande utbyggnaden av Rosenholm kunna fullföljas enligt tidigare riksdagsbeslut.
Besparingarna inom försvaret blev mest kännbara för marinen.
- Sjökrigsskolan (KSS) i Näsbypark avvecklas 1987.
- Marinens krigshögskola (MKHS) inrättas 1987 vid Berga örlogsskolor.
- Nya varvet i Göteborg avvecklades och marinen koncentreras till Kärringberget.
- Älvsborgs kustartilleriregemente (KA 4) reducerades kraftig genom avveckling av grundutbildningen och olika samordningar med övrig militärverksamhet inom Göteborgs garnison.
- Marinens officershögskola i Göteborg avvecklas 1984 och verksamheten uppgår i Marinens officershögskola i Karlskrona.
- Karlskrona örlogsskolor (KÖS) uppgick 1987 som en del i Karlskrona örlogsbas (ÖrlBS).
- Luleå marina bevakningsområde (BoLu) i Luleå avvecklades 1983.
- Roslagens örlogsbasavdelning (ÖrlBavd Ro) i Uppsala omlokaliserades och uppgick 1983 i Ostkustens örlogsbas.

Sex äldre Spica-båtar ersätts av nya robotfartyg vilka beställs från Karlskronavarvet. Tolv yngre Spica-båtar får kommande år den svenskutvecklade sjömålsroboten Robot 15 (Marinen hade föreslagit amerikanska Harpoon). Än mer satsas på sjöminor och ubåtarna får möjligheter att lägga ut minor. Två minröjningsfartyg beställdes också. 
Regeringen upptäckte samtidigt att marinens ubåtsjakt var avvecklad och som resultatet av den grundstötta ubåten hösten 1981, utlovades marinen 200 miljoner extra för ytbevakning och ubåtsjakt. Regeringen betonade också särskilt i försvarsbeslutet att ubåtarna var viktiga, men deras antal reducerades till tolv, detta efter tidigare försvarsbeslutet 1972 och försvarsbeslutet 1977, vilka gav en reducering från 20 stycken i början av 1970-talet, till 12 ubåtar på 1980-talet.
I slutet av 1970-talet tillfördes Marinen tre moderna ubåtar i Näckenklass. Därtill tillsköts medel för utveckling av nästa ubåtsserie kallad A17 (Västergötlandsklass). Vidare föreslog regeringen av arbetsmarknadsskäl att alla ubåtar i framtiden skulle produceras vid Karlskronavarvet.